# Angel Watt
Angel Agustín Watt Pérez (Cartagena, Bolívar, Colombia; 18 de enero de 1993) es un exfutbolista colombiano. Jugaba de centrocampista y su último equipo fue el Louletano DC de Portugal.

## Clubes
| Club           | País     | Año         | Part | Goles |
| -------------- | -------- | ----------- | ---- | ----- |
| Boyacá Chicó   | Colombia | 2010 - 2011 | 6    | 0     |
| Real Cartagena | Colombia | 2013        | 3    | 0     |
| Louletano DC   | Portugal | 2017        | 5    | –     |